# 勳官
勳官「勳以敘功」，出於北周、北齊交戰之際，初名散官，唐以後始稱勳官。為漢字文化圈古代獎勵建有軍功或重大功績人員的官號。勳官授與全憑立下的功勳與否，與當事人地位無關。一個士卒只要立下大功就可以獲勳，一位將軍若表現平庸，雖居高位可能也毫勳不獲。敘勳當事者可能目前不擁有任何官職，但可以享有勳位等同品級的待遇及榮典。
北周置上開府儀同三司、開府儀同三司、上儀同三司、儀同三司等十一號。隋文帝因周之舊增損置上柱國、柱國、上大將軍、大將軍、上開府儀同三司、開府儀同三司、上儀同三司、儀同三司、大都督、帥都督、都督，總十一等，以酬勤勞（二至七品）。又有特進、左右光祿大夫、金紫光祿大夫、銀青光祿大夫、朝議大夫、朝散大夫,並為散官，以加文武官之德聲者，並不理事。又設將軍散號。
唐朝文武勳官統一通授，分十二級，每升一級稱「轉」。《木蘭詩》中一句：「策勳十二轉，賞賜百千疆。」「策勳十二轉」即謂軍功極大，升至最高等勳位─上柱國勳。宋朝勳官同唐朝，明朝則分文勳十級，武勳十二級。清朝廢止勳官，勳官原有輕車都尉、騎都尉、雲騎尉等勳號挪用為爵位功臣世爵名稱。
唐朝時受勳者若無官職，可向吏部請求參與文武官職敘官，惟須降階敘任。正二品上柱國勳敘任為【正六品上階】官職，從二品柱國勳敘任為【正六品下階】，正三品上護軍勳敘任為【從六品上階】，其餘勳官敘任文武官職以此類推。

## 勳官位階
| 品秩   | 北周建德勛位                              |
| 正九命 | 上柱國                                    |
| 正九命 | 柱国大将军                                |
| 正九命 | 上大将军                                  |
| 正九命 | 大将军                                    |
| 九命   | 上仪同三司大将军                          |
| 九命   | 骠骑大将军、开府仪同三司 ↓ 开府仪同大将军 |
| 九命   | 上仪同大将军                              |
| 九命   | 车骑大将军、仪同三司 ↓ 仪同大将军         |
| 八命   | 大都督                                    |
| 正七命 | 帅都督                                    |
| 七命   | 都督                                      |

| 品秩     | 隋朝勛位       |
| 從一品   | 上柱國         |
| 正二品   | 柱國           |
| 從二品   | 上大將軍       |
| 正三品   | 大將軍         |
| 從三品   | 上開府儀同三司 |
| 正四品   | 開府儀同三司   |
| 從四品上 | 上儀同三司     |
| 正五品上 | 儀同三司       |
| 正六品上 | 大都督         |
| 從六品上 | 帥都督         |
| 正七品下 | 都督           |

| 品秩   | 唐朝文武勛位      | 宋金文武勛位 | 元朝文武勛位 | 明朝文官勳位 | 明朝武官勳位 |
| 正一品 |                   |              | 上柱國       | 上柱國(贈官) | 上柱國(贈官) |
| 正一品 | 左、右柱國        |              | 上柱國       |              |              |
| 從一品 |                   |              | 柱國         | 柱國         | 柱國         |
| 正二品 | 上柱國            | 上柱國       | 上護軍       | 正治上卿     | 上護軍       |
| 從二品 | 柱國              | 柱國         | 護軍         | 正治卿       | 護軍         |
| 正三品 | 上大將軍 ↓ 上護軍 | 上護軍       | 上輕車都尉   | 資治尹       | 上輕車都尉   |
| 從三品 | 大將軍 ↓ 護軍     | 護軍         | 輕車都尉     | 資治少尹     | 輕車都尉     |
| 正四品 | 上輕車都尉        | 上輕車都尉   | 上騎都尉     | 贊治尹       | 上騎都尉     |
| 從四品 | 輕車都尉          | 輕車都尉     | 騎都尉       | 贊治少尹     | 騎都尉       |
| 正五品 | 上騎都尉          | 上騎都尉     | 驍都尉       | 修正庶尹     | 驍騎尉       |
| 從五品 | 騎都尉            | 騎都尉       | 飛騎尉       | 協正庶尹     | 飛騎尉       |
| 正六品 | 驍都尉            | 驍都尉       |              |              | 雲騎尉       |
| 從六品 | 飛騎尉            | 飛騎尉       |              |              | 武騎尉       |
| 正七品 | 雲騎尉            | 雲騎尉       |              |              |              |
| 從七品 | 武騎尉            | 武騎尉       |              |              |              |